# Ugolino Dal Verme
Ugolino Dal Verme (Verona, 1350 circa – Verona, dopo il 1427) è stato un condottiero, politico e diplomatico italiano.

## Biografia
Nacque dai Dal Verme , nobile famiglia di Verona, uomo d'arme e cavaliere, politico e diplomatico veronese. Signore di Bagnolo e di Nogarole Rocca. Fu altresì Signore di Correzzo e Maccacari (Gazzo Veronese), Campalano di Nogara, di San Zeno di Montagna ed altre terre.
Figlio di Correzzano e di Giovanna Cavalcabò, figlia di Ugolino marchese di Viadana, nipote di Giacomo, cugino di Jacopo e di Luigi. La carriera del Dal Verme si sviluppò negli anni di declino politico della signoria scaligera e la conquista del territorio da parte di Venezia.
Non si sa nulla della sua giovinezza, la prima notizia sul suo conto è del 1363, quando Cansignorio della Scala gli conferma, dopo la morte del padre, i titoli ed i feudi del nonno Giacomo assieme allo zio Giramonte, ed anche il privilegio come feudatario delle immunità dalle gravezze di imposte e dazi.
Nell'ottobre 1375, viene creato ed armato cavaliere a Verona da Galeotto I Malatesta, designato da Cansignorio della Scala, poco prima della sua morte, come tutore dei figli Bartolomeo ed Antonio, creati cavalieri assieme al Dal Verme ed altri nobili della città.
Dal 1383 e designato Podestà di Sarego e successivamente di altre località controllate dagli scaligeri. Nel 1385 è Podestà a Riva del Garda.
Dal 1386 militò nelle guerre degli Scaligeri contro i Carraresi e cadde due volte nelle mani del nemico. Fra il giugno ed il luglio dello stesso anno partecipa alla Battaglia delle Brentelle dove contribuisce in un primo tempo a respingere l'avanguardia avversaria. Fatto prigioniero è liberato a luglio alla condizione di non combattere i Carraresi per due mesi.
Nel marzo del 1387 prende parte alla Battaglia di Castagnaro, che si svolse nei pressi delle cittadine di Castagnaro e Castelbaldo, il Dal Verme è al comando di una milizia di 1500 cavalieri affidata ad Ostasio II da Polenta assieme ad Giovanni Ordelaffi. Qui avvenne la disfatta definitiva ed il Dal Verme è catturato dai Carraresi dopo un tentativo di fuga con 800 cavalieri verso Porto e Legnago. Quindi è condotto a Padova e segue il condottiero Giovanni Acuto e Francesco Novello da Carrara nel loro ingresso trionfale nella città: a sera è invitato ad un convito organizzato dal signore della città Francesco I da Carrara per tutti i condottieri.
Dopo la morte dello zio Giramonte, nel 1391 è confermato da parte del vescovo di Verona Giacomo de' Rossi nell'investitura di famiglia delle Signorie di Bagnolo e di Nogarole Rocca, Correzzo e Maccacari (Gazzo Veronese), Campalano di Nogara, di San Zeno di Montagna ed altre terre.
Dal 1404, passata Verona nell'orbita veneziana, si pose allo stipendio di Venezia. Nello stesso anno combatte sempre contro i Carraresi, alleati ai fuoriusciti Scaligeri per fronteggiare anche l'avanzata da parte dei Visconti.
Nel giugno del 1405 il Dal Verme è alla guardia di Bardolino. Dopo la dedizione di Verona a Venezia, Lazise fu l'unico borgo in territorio veronese deciso a ribellarsi, tanto che venne messa sotto assedio e si arrese all'esercito della Serenissima il 23 giugno dello stesso anno. In questa occasione il Dal Verme è al comando delle truppe che assediano e conquistano la rocca di Lazise dove entrano 36 suoi soldati con l’aiuto dei Terrazzani.
Non avendo eredi maschi, nel 1427 fece testamento, lasciando in eredità feudi e titoli al cugino Luigi Dal Verme, futuro conte imperiale di Sanguinetto, conte di Bobbio e Voghera ed altre signorie e feudi.
Sembra sia morto a Verona appena dopo il 1427; è sepolto assieme al fratello nella tomba di famiglia a Chiesa di Sant'Eufemia.

## Discendenza
Ugolino si sposa con una donna N.N. dalla quale ebbe tre figlie:
- Giovanna;
- Isabella;
- Antonia.